# Targa Florio 1919

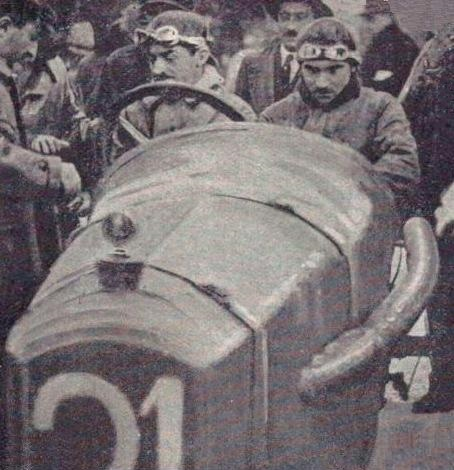
Rennsieger André Boillot am Steuer des Peugeot L25/2.5

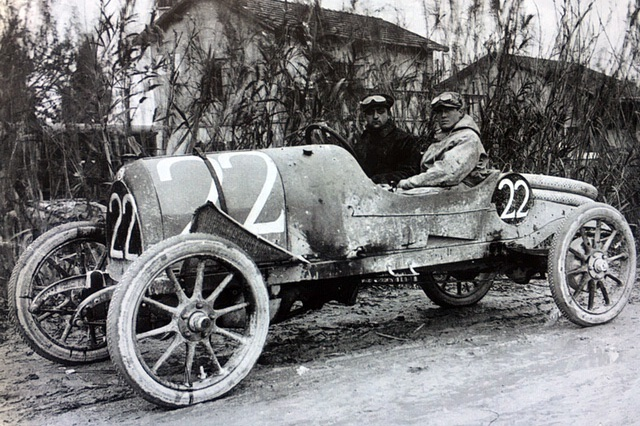
Enzo Ferrari am Steuer eines CMN 15/20 HP/2.3 bei seiner ersten Targa Florio

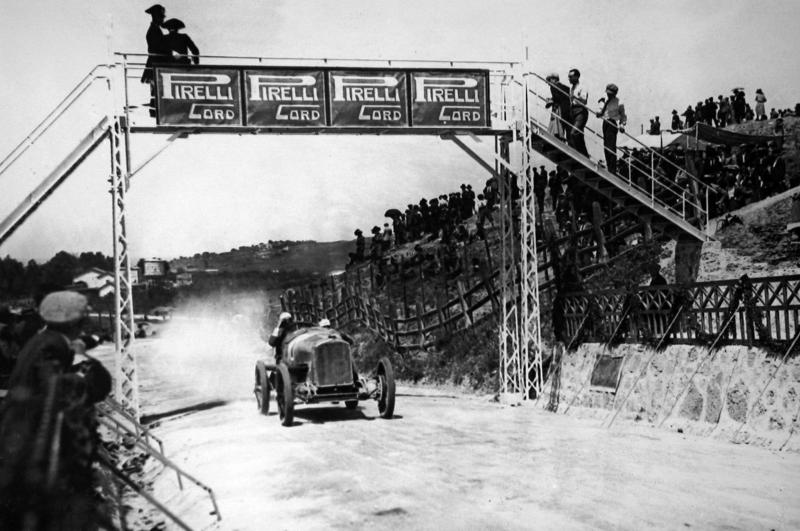
Domenico Gamboni im auf dem Bugatti Type 30 beruhenden Diatto 4DC/2.7 unter einer Fußgängerüberführung

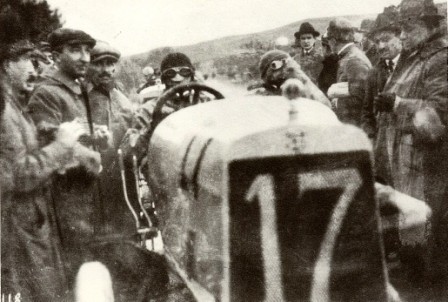
Der Diatto 4 DC/2.7 von Giacinto Ghia beim Rennstart

Die zehnte Targa Florio, auch X Targa Florio, war ein Straßenrennen auf Sizilien und fand am 23. November 1919 statt. 

## Vorgeschichte
Am frühen Morgen des 11. November 1918 endete mit dem Waffenstillstand von Compiègne der Erste Weltkrieg in Europa. Während der Kriegshandlungen kamen so gut wie alle sportlichen Wettkämpfe zum Erliegen. Betroffen von diesem Stillstand war auch der Motorsport. Auch nach dem Kriegsende kamen Rennaktivitäten nur langsam wieder in Gang. Die Menschen hatten grundlegendere Bedürfnisse zu stillen, als sich im Wettkampf mit Fahrzeugen zu messen. Auf die Bevölkerung der größten Mittelmeer-Insel hatte sich der Krieg kaum ausgewirkt. Nach wie vor herrschten Adelige, Großgrundbesitzer, die römisch-katholische Kirche und die Cosa Nostra über große Teile der Landbevölkerung. Während in Mitteleuropa ganze Staaten zerfielen und Millionen Menschen in Armut gerieten, ging das Leben auf Sizilien fast störungsfrei weiter.
Vincenzo Florio, dem Gründer der Targa Florio, gelang es ob seiner guten Kontakte in die Automobilwelt, 1919 eine Fortsetzung der Rennveranstaltung zu erreichen. Die ursprüngliche Strecke war der 148 Kilometer lange Grande circuito delle Madonie, auf dem zwischen 1906 und 1911 gefahren wurde. 1912 veränderte Florio die Fahrbahnführung und entwickelte den Giro di Sicilia, die Fahrt einmal entlang der sizilianischen Küste. 1919 gab es einen neuen Rundkurs, den Medio circuito delle Madonie. Dabei wurde die alte Streckenführung von 148 auf 108 Kilometer verkürzt, indem die Bahn in Collesano abbog und über Bergstraßen bei Castellana Sicula wieder auf die alte Strecke traf.

## Das Rennen

### Teams, Hersteller und Fahrer
Mit großem Einsatz gelang es Florio neben italienischen Herstellern, auch die Geschäftsführung von Peugeot von einer Teilnahme zu überzeugen. Dort zögerte man lange, ehe die Meldung abgegeben wurde, da eigentlich kein passendes Fahrzeug zur Verfügung stand. Schließlich entschied sich die Rennabteilung für ein Peugeot-L25-Fahrgestell, das rennfertig gemacht wurde. Das Fahrgestell bekam einen 2,5-Liter-Vierzylindermotor und hatte bereits 200.000 Kilometer hinter sich gebracht. Gebaut 1914 in Sochaux fand der Wagen während des Krieges als Offiziersfahrzeug Verwendung. Nach einiger Zeit als Peugeot-Direktionswagen wurde das Fahrgestell 1919 zu einem Rennwagen umgebaut. André Boillot steuerte den Peugeot beim 500-Meilen-Rennen von Indianapolis, fiel aber aus. André Boillot, der Bruder des 1916 bei einem Luftkampf getöteten Georges Boillot, fuhr den Wagen auch bei der Targa. Mit einem zweiten L25, der eine ähnlich kuriose Wagengeschichte hatte, ging Rémy Reville ins Rennen. Um sich die Kosten für den Transport von Fahrzeugen und Material zu teilen, überredeten die Peugeot-Verantwortlichen Édouard Ballot, sich ebenfalls mit einem Werkswagen an dem Rennen zu beteiligen. So kam René Thomas zu seinem Targa-Florio-Debüt. 
Namhafte italienische Hersteller sagten ihre Teilnahme zu und meldeten bei der Eröffnung der Meldeliste Werkswagen: Lancia einen Kappa 25 HP/4.9 für Carlo Ferrario, die Società Anonima Lombarda Fabbrica Automobili drei Rennwagen für Giuseppe Campari, Antonio Fracassi und Nino Franchini sowie Fiat ein Auto für Luigi Lopez. Zwei weitere Fiat meldete Antonio Ascari, der im Frühjahr 1919 zwei S 57 erworben hatte, für sich und Giulio Masetti.
Eine abenteuerliche Anreise hatten Enzo Ferrari und Ugo Sivocci, die ihre Werks-CMN selbst nach Sizilien fuhren. In der Nähe von Città di Castello kamen sie in einen November-Schneesturm und später gerade noch rechtzeitig in Neapel an, um das Schiff zu erreichen, das Florio den Teilnehmern für den Transport nach Syrakus zur Verfügung gestellt hatte. Laut eigenen Angaben hatte Enzo Ferrari einen Revolver unter der Sitzbank, der ihn vor möglichen Wolf-Attacken schützen sollte, und bei der Ankunft in Neapel nur mehr 450 Italienische Lira in der Tasche.

### Der Rennverlauf
Durch die lange Vorbereitungszeit konnte das Rennen nicht am traditionellen Termin im Mai, sondern erst im November stattfinden. Schon eine Woche vor dem Rennwochenende am 23. November war das Wetter schlecht. In der Nacht von Samstag auf Sonntag regnete es so stark, dass viele der unbefestigten Straßen immer mehr verschlammten. Zwei Fahrer von privat gemeldeten Fiats verzichteten ebenso auf den Start wie Cyril Snipe, der erste nichtitalienische Sieger von 1912, der einen Eric-Campbell mit Coventry-Simplex-Motor fahren sollte.
Der erste Fahrer, der das Rennen über vier Runden in Angriff nahm, war um sieben Uhr in der Früh Carlo Ferrario im Lancia. Das restliche Fahrerfeld startete im Abstand von drei Minuten. Erstes Opfer der schlechten Straßenverhältnisse wurden Antonio Ascari und dessen beifahrender Mechaniker, die mit ihrem Fiat in einen Graben stürzten und an einer Böschung hängenblieben. Da sich an der Unfallstelle keine Zuschauer befanden, wurde der Ausfall von den Organisatoren nicht bemerkt. Erst die Schlusspatrouille konnte Fahrer und Beifahrer aus ihrer misslichen Lage befreien. 
An der Spitze entwickelte sich ein Zweikampf zwischen den beiden Franzosen René Thomas und André Boillot, der ein spektakuläres Rennen hatte. Während der ersten Runde kam er sechsmal von der Fahrbahn ab. Als er nach der ersten Runde an der Haupttribüne vorbeifuhr, prallte er gegen einen Zaun, weil ihn winkende Zuschauer ablenkten. Ohne größeren Schaden am Peugeot konnte er weiterfahren. Am Alfa von Giuseppe Campari wurden auf einer Schotterpassage drei Reifen zerstört und sein Teamkollege Nino Franchini hatte einen Unfall. Beide Fahrer mussten aufgeben. Die immer schlechter werdenden Streckenverhältnisse sorgten für ein Ausscheidungsrennen, sodass am Rennende nur acht Fahrzeuge in die Wertung kamen. Enzo Ferrari erreichte das Ziel, kam jedoch nicht in die Wertung, weil er die Sollzeit von 10 Stunden um wenige Minuten verpasste. In der vierten und letzten Runde lag René Thomas mit einem Vorsprung von 30 Minuten in Führung, als an seinem Ballot /4.8 die Antriebswelle abriss. 
Nachdem Antonio Moriondo im Itala 35 HP/5.2 mit der bis zu diesem Zeitpunkt schnellsten Fahrzeit im Ziel war, wartete er gemeinsam mit seinen und den Teammitgliedern der Konkurrenz, den Offiziellen sowie den Zuschauern vor Ort auf André Boillot, den letzten Fahrer im Rennen. Als Boillot bei Start-und-Ziel ankam, standen vor der Haupttribüne bereits Zuschauer. Um den Zuschauern auszuweichen, zog Boillot die Handbremse und krachte nur 30 Meter von der Ziellinie entfernt mit dem Vorderwagen in die Holztribüne. Zuschauer halfen, den Wagen von den herabgestürzten Holzlatten zu befreien. Den schweren Wagens mit fremder Hilfe zu schieben verhinderten herbeigeeilte Funktionäre, die ihm erklärten, er müsse entweder selber fahren oder selber schieben. Nach einigen Startversuchen gelang es Boillot, den Motor des Peugeot wieder in Gang zu bringen, und er fuhr rückwärts über die Ziellinie. Dort erklärte ihn die Rennleitung für disqualifiziert, weil er das Rennen im Rückwärtsgang beendet hatte, was nicht erlaubt sei. René Thomas Teamchef Édouard Ballot wollte nach dem Ausfall von Thomas einen französischen Sieg und konnte die Rennleitung davon überzeugen, dass man André Boillot einfach noch einmal über die Ziellinie fahren lassen sollte, diesmal mit dem Vorderwagen voran. Boillot tat wie ihm geheißen. Er fuhr noch einmal auf die Strecke, drehte bei der ersten Gelegenheit um und fuhr zum Sieg ins Ziel.
Für die Familie Boillot vollendete André, was seinem Bruder Georges 1910 verwehrt blieb, als er im Voiturette-Peugeot 2.0L nach einer Fahrzeit von 5:20:53,2 Stunden als Erster im Ziel war, das Rennen – Sieger war Franco Cariolato im Franco 35/50 HP/4.0 – aber nicht gewann, weil die Voiturette-Klasse nicht zur Gesamtwertung zählte.

## Ergebnisse

### Schlussklassement
| 1               | Kategorie 2 | 21 | Société des Automobiles et Cycles Peugeot    | André Boillot     | Peugeot L25/2.5              | 7:51:01,800 |
| 2               | Kategorie 5 | 5  | Fabbrica Automobili Itala                    | Antonio Moriondo  | Itala 35 HP/5.2              | 8:21:46,000 |
| 3               | Kategorie 3 | 18 | SA Autocostruzioni Diatto                    | Domenico Gamboni  | Diatto 4DC/2.7               | 8:33:28,400 |
| 4               | Kategorie 4 | 14 | Antonio Ascari                               | Giulio Masetti    | Fiat S 57/14 B/4.5           | 8:41:19,000 |
| 5               | Kategorie 5 | 6  | Automobili Nazzaro                           | Giovanni Negro    | Nazzaro Tipo 4/4.6           | 8:42:05,000 |
| 6               | Kategorie 4 | 12 | Società Ligure Piemontese Automobili         | Carlo Masetti     | Aquila Italiana 35/50 HP/3.9 | 9:13:03,000 |
| 7               | Kategorie 2 | 20 | Costruzioni Meccaniche Nazionali             | Ugo Sivocci       | CMN 15/20 HP/2.3             | 9:26:35,000 |
| 8               | Kategorie 5 | 2  | Automobili Nazzaro                           | Giuseppe Baldoni  | Nazzaro Tipo 4/4.6           | 9:59:47,000 |
| Nicht klassiert |             |    |                                              |                   |                              |             |
| 9               | Kategorie 2 | 22 | Costruzioni Meccaniche Nazionali             | Enzo Ferrari      | CMN 15/20 HP/2.3             |             |
| Ausgefallen     |             |    |                                              |                   |                              |             |
| 10              | Kategorie 1 | 23 | Vulcan Iron & Metal Works Ltd.               | Jack Scales       | Eric Campbell 1.5            |             |
| 11              | Kategorie 2 | 19 | Société des Automobiles et Cycles Peugeot    | Rémy Reville      | Peugeot L25/2.5              |             |
| 12              | Kategorie 3 | 15 | Alfredo Gallanzi                             | Alfredo Gallanzi  | Gallanzi Puch                |             |
| 13              | Kategorie 3 | 17 | SA Autocostruzioni Diatto                    | Giacinto Ghia     | Diatto 4DC/2.7               |             |
| 14              | Kategorie 3 | 16 | Fabbrica Italiana Automobili Torino          | Luigi Lopez       | Fiat                         |             |
| 15              | Kategorie 4 | 13 | Antonio Ascari                               | Antonio Ascari    | Fiat S 57/14 B/4.5           |             |
| 16              | Kategorie 4 | 10 | Società Anonima Lombarda Fabbrica Automobili | Nino Franchini    | Alfa Grand Prix 1914/4.5     |             |
| 17              | Kategorie 5 | 8  | Società Anonima Lombarda Fabbrica Automobili | Antonio Fracassi  | Alfa 40/60 HP/6.1            |             |
| 18              | Kategorie 5 | 3  | Società Anonima Lombarda Fabbrica Automobili | Giuseppe Campari  | Alfa 40/60 HP/6.1            |             |
| 19              | Kategorie 5 | 4  | Fabbrica Automobili Itala                    | Guido Landi       | Itala 35 HP/5.2              |             |
| 20              | Kategorie 5 | 1  | Lancia                                       | Carlo Ferrario    | Lancia Kappa 25 HP/4.9       |             |
| 21              | Kategorie 5 | 7  | Établissements Ballot                        | René Thomas       | Ballot /4.8                  |             |
| Nicht gestartet |             |    |                                              |                   |                              |             |
| 22              | Kategorie 4 | 9  | Giorgio Zamiratti                            | Giorgio Zamiratti | Fiat 51                      | 1           |
| 23              | Kategorie 4 | 11 |                                              | Bozzi             | Fiat 51                      | 2           |
| 24              | Kategorie 4 | 24 | Vulcan Iron & Metal Works Ltd.               | Cyril Snipe       | Eric Campbell 1.5            | 3           |

1 nicht gestartet
2 nicht gestartet
3 nicht gestartet

### Nur in der Meldeliste
Zu diesem Rennen sind keine weiteren Meldungen bekannt.

### Klassensieger
| Klasse      | Fahrer                  | Fahrzeug           | Platzierung im Gesamtklassement |
| ----------- | ----------------------- | ------------------ | ------------------------------- |
| Kategorie 1 | kein Teilnehmer im Ziel |                    |                                 |
| Kategorie 2 | André Boillot           | Peugeot L25/2.5    | Gesamtsieg                      |
| Kategorie 3 | Domenico Gamboni        | Diatto 4DC/2.7     | Rang 3                          |
| Kategorie 4 | Giulio Masetti          | Fiat S 57/14 B/4.5 | Rang 4                          |
| Kategorie 5 | Antonio Moriondo        | Itala 35 HP/5.2    | Rang 2                          |

### Renndaten
- Gemeldet: 24
- Gestartet: 21
- Gewertet: 8
- Rennklassen: 5
- Zuschauer: unbekannt
- Wetter am Renntag: kalt und starker Regen
- Streckenlänge: 108,000 km
- Fahrzeit des Siegerteams: 7:51:01,800 Stunden
- Gesamtrunden des Siegerteams: 4
- Gesamtdistanz des Siegerteams: 432,000 km
- Siegerschnitt: 55,028 km/h
- Schnellste Trainingszeit: keine
- Schnellste Rennrunde: André Boillot – Peugeot L25/2,5 (#21) – 1:54:26,400 = 56,623 km/h
- Rennserie: zählte zu keiner Rennserie